# Marshall Avery Howe

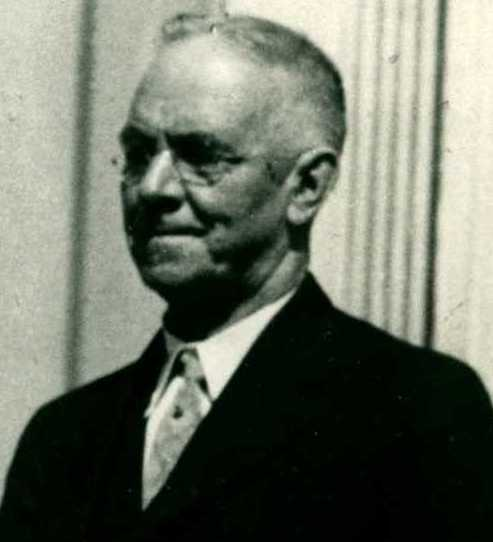
Marshall Avery Howe in 1927

Marshall Avery Howe (1867-1936) was een Amerikaanse botanicus die was gespecialiseerd in fycologie.
In 1890 studeerde hij af aan de University of Vermont in Burlington (Vermont). Na zijn afstuderen gaf hij gedurende een jaar les aan de Brattleboro High School. In 1891 werd hij instructor ('docent') in de cryptogamen aan de University of California at Berkeley, waar hij zich tevens bezighield met onderzoek naar levermossen en mariene algen. In 1896 verkreeg hij een onderzoekspositie aan de Columbia University, waar hij samen met Lucien Underwood levermossen onderzocht. In 1898 verkreeg Howe zijn Ph.D bij de Columbia University. Tussen 1898 en 1901 was hij conservator van het herbarium van de Columbia University.
Na de overdracht van het herbarium van de Columbia University aan de New York Botanical Garden in 1901, werd Howe lid van de wetenschappelijke staf van deze botanische tuin. In 1906 werd hij er conservator. In 1923 werd hij benoemd tot assistent-directeur. Vanaf de pensionering van Elmer Drew Merrill in 1935 tot aan Howe's dood in 1936 was Howe gedurende vijftien maanden directeur.
Gedurende zijn 35-jarige dienstverband bij de New York Botanical Garden, was Howe betrokken bij diverse expedities waarop hij planten verzamelde. Hij organiseerde tentoonstellingen en hij onderzocht specimens van algen en levermossen in diverse herbaria in de wereld. Ook hield hij zich bezig met dahlia's en andere sierplanten.
Howe kreeg een Doctor of Science van de University of Vermont. In 1897 werd hij lid van de Torrey Botanical Club. In 1923 werd hij gekozen als lid van de National Academy of Sciences.